# John Stephens
John Stephens, född den 15 november 1979 i Sydney i Australien, är en australisk före detta professionell basebollspelare som tog silver vid olympiska sommarspelen 2004 i Aten.
Stephens spelade 2002 för Baltimore Orioles i Major League Baseball (MLB).
Stephens har även spelat 1997-2003 och 2005-2006 i Orioles farmarklubbssystem, 2004-2005 i Boston Red Sox farmarklubbssystem, 2005 i Chicago White Sox farmarklubbssystem och 2006 i Philadelphia Phillies farmarklubbssystem.
Stephens representerade Australien i World Baseball Classic 2006. Han startade en match, som han förlorade, och hade en earned run average (ERA) på 16,20 och inga strikeouts.